# Pronomeuta lemniscata
Pronomeuta lemniscata är en fjärilsart som beskrevs av Edward Meyrick 1922. Pronomeuta lemniscata ingår i släktet Pronomeuta och familjen spinnmalar. Inga underarter finns listade i Catalogue of Life.